# Robert-Koch-Platz 10 (Hannover)

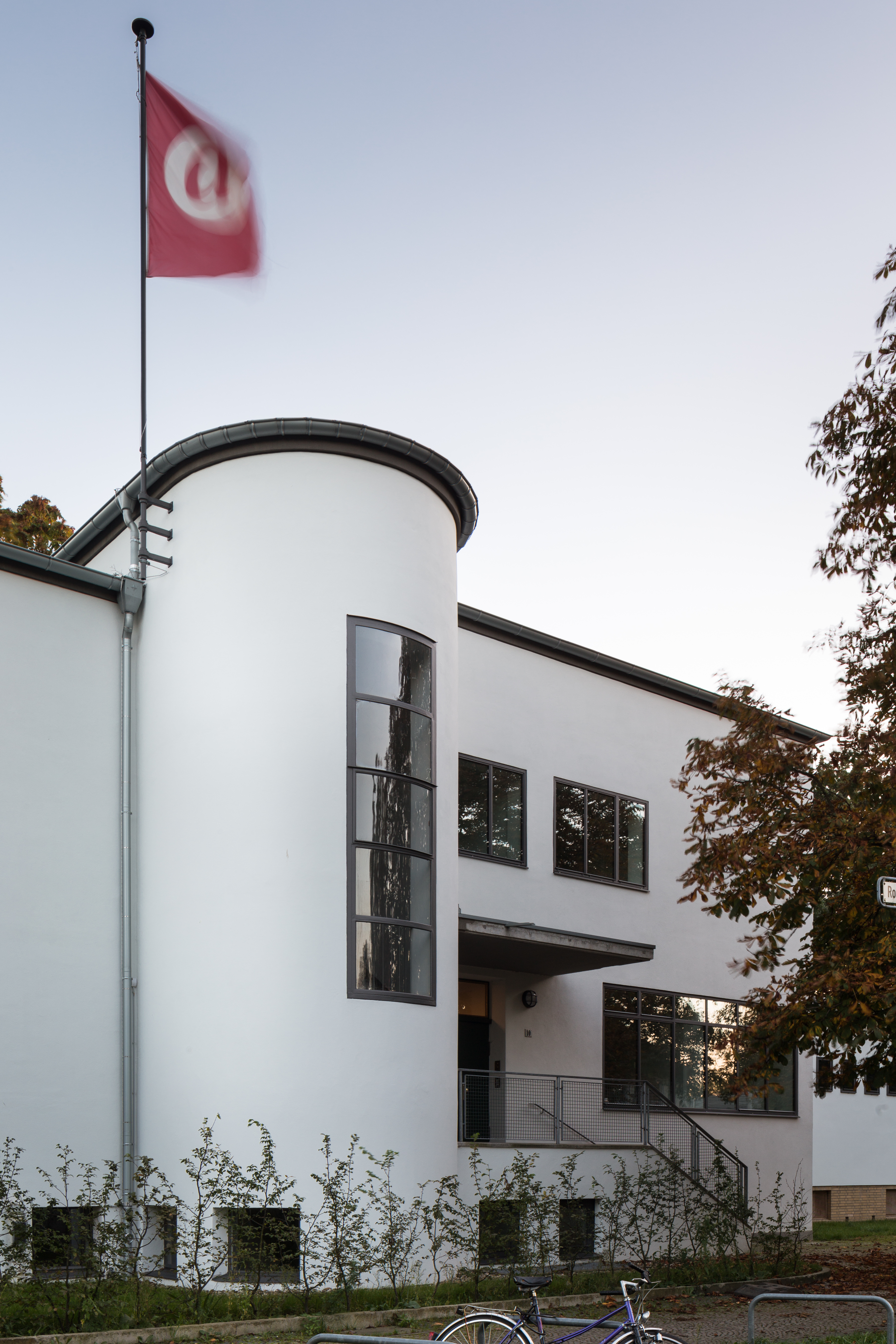
Internationaler Stil: Halbrunder Treppenhaus-Vorbau mit Eingangsbereich für die Mensa und die Turnhalle der (heutigen) Stiftung Tierärztliche Hochschule Hannover

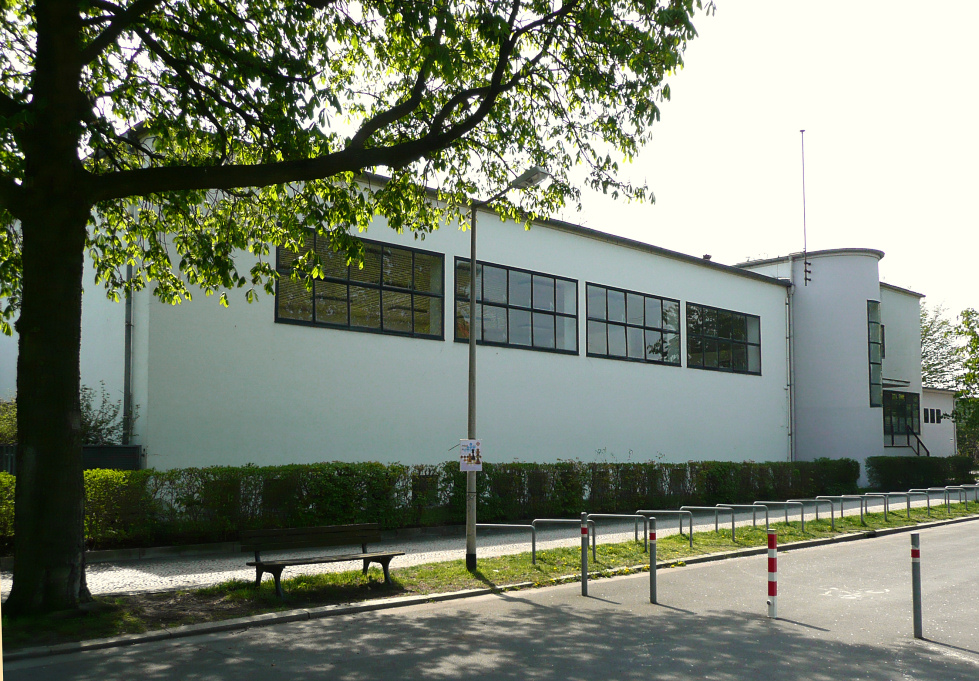
Ein anderer Blick auf die Turnhalle

Das Gebäude Robert-Koch-Platz 10 in Hannover ist ein kunsthistorisch herausragendes Gebäudes des Internationalen Stils. In der Blickachse der Brehmstraße und als Randbebauung des nach dem Bakteriologen Robert Koch benannten Platzes im Stadtteil Bult wurde das Gebäude Ende der 1920er Jahre für die Doppelfunktion als Mensa und Sporthalle erbaut. Es verfügt über einen angrenzenden Sportplatz. Das heute als Einzeldenkmal ausgezeichnete Gebäude ist zudem auch städtebaulich für den Stadtteil bedeutend.

## Geschichte und Beschreibung
Das Gebäude wurde zur Zeit der Weimarer Republik in den Jahren 1929 bis 1930 durch die Preußische Hochbauverwaltung errichtet unter Mitwirkung der Architekten Franz Erich Kassbaum und Karl Grabenhorst. Der Bau sollte sowohl der Tierärztlichen Hochschule von Hannover als auch der Pädagogischen Hochschule Hannovers zur gemeinschaftlichen Nutzung dienen.
Das rein funktionalistische Gebäude in der Formsprache des Internationalen Stils ist ein weißer Putzbau unter Flachdach. Die Gliederung des breit gelagerten Gebäudes mit seiner einfachen, „[...] aber gut proportionierten Fassade“ erfolgt durch einen halbrunden Treppenhaus-Vorbau mit dem dortigen Eingangsbereich. Unterschiedliche Fenstergrößen und -anordnungen verdeutlichen die Gebäudegliederung; die Funktion der im Osten liegenden Turnhalle wurde durch ein über die gesamte Hallenbreite erstrecktes Fensterband auch nach außen hin erkennbar gemacht.
1955 erhielt das Bauwerk einen Saalanbau. Um 2014 verkaufte die Tierärztliche Hochschule das Gebäude.